# James Gillespie Birney
James Gillespie Birney (Danville, 4 febbraio 1792 – Perth Amboy, 24 novembre 1857) è stato un politico e giurista statunitense.
Dal 1816 al 1818 fu membro della Camera dei rappresentanti del Kentucky. Nel 1836 iniziò la pubblicazione del suo settimanale abolizionista a Cincinnati, intitolato The Philanthropist.

## Gioventù

Contea di Mercer (Kentucky)

Nato da un omonimo ricco schiavista episcopale irlandese a Danville, James G. Birney perse la madre in gioventù. Lui e la sorella furono allevati dalla zia, giunta apposta dalla Scozia su richiesta del padre per accudirli. Nel 1795 le due sorelle del padre e le relative famiglie migrarono dall'Irlanda ed abitarono fattorie vicine. Anche molti parenti della madre erano migrati nelle vicinanze, insediandosi in altre zone della contea di Mercer. Crescendo conobbe il problema dello schiavismo da varie prospettive. Nonostante il padre abbia combattuto per impedire al Kentucky di unirsi all'Unione come stato schiavista, quando il suo tentativo fallì decise che finché la legislatura non avesse abolito del tutto lo schiavismo una persona avrebbe potuto avere schiavi a patto di trattarli umanamente. Altri membri della famiglia Birney si rifiutarono di possederne. Fu soprattutto la zia che li allevò ad opporsi allo schiavismo, arrivando a pagare gli schiavi quando gli svolgevano dei servizi. Birney si schierò col padre e ricevette il suo primo schiavo all'età di sei anni. Per buona parte della sua gioventù fu influenzato da insegnanti ed amici con forti opinioni anti-schiaviste. Ad esempio, assistette ai sermoni dell'abolizionista battista David Barrow che in seguito avrebbe ricordato con affetto.

## Educazione

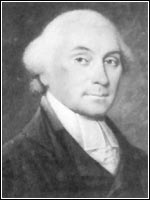
Samuel Stanhope Smith

Quando Birney compì 11 anni fu mandato alla Transylvania University di Lexington, e tornò a casa due anni dopo per iscriversi ad una scuola gestita da un presbiteriano appena aperta a Dansville. Eccelse negli studi basati soprattutto su materie scientifiche. Nel 1808, quando aveva 16 anni, si iscrisse al College of New Jersey, oggi noto col nome di Università di Princeton. Studiò filosofia politica, logica e etica, diventando un famoso oratore. Divenne amico del compagno George M. Dallas. Studiò col preside della scuola (Samuel Stanhope Smith), sia logico che scrittore che sosteneva le idee anti-schiaviste. Credeva che lo schiavismo fosse moralmente errato, ma accettò il diritto dei cittadini a possedere schiavi. Birney sin laureò a Princeton il 26 settembre 1810.
Quando tornò a Danville dopo la laurea lavorò un mese per la campagna di Henry Clay. Iniziò a studiare legge nell'ufficio di Alexander J. Dallas a Filadelfia, padre dell'amico e compagno di Princeton. Visse in modo agiato, gestendo una carrozza per il trasporto ed essendo sempre ben vestito. Strinse amicizia con la locale comunità quacchera. Rimase a Filadelfia con Dallas per i successivi tre anni, finché non divenne avvocato a Filadelfia.

## Avvocato
Nel maggio 1814 Birney tornò alla sua città natale ed iniziò a praticare legge, diventando l'avvocato della banca locale. Gestì sia cause civili che penali a Danville e nelle vicine contee del Kentucky. L'economia del Kentucky era decisamente povera a quel tempo, dato che la guerra anglo-americana aveva causato lo scisma nel commercio all'interno dello Stato. Avendo difficoltà a sbarcare il lunario, Birney si dedicò soprattutto al ruolo di assicuratore.
Seguendo le orme del padre, Birney divenne un massone al suo ritorno a Danville nonché membro del consiglio cittadino di Danville, consentendogli di entrare nell'élite. Si innamorò di Agatha McDowell e la sposò il 1º febbraio 1816 in una chiesa presbiteriana. Tra i vari doni di nozze la coppia ricevette schiavi dal padre e dal suocero. Dato che Birney non aveva ancora sviluppato completamente la propria visuale abolizionista, li accettò con piacere. Va detto che in seguito Birney disse in molte occasioni che non ricordava di aver mai ritenuto giusto lo schiavismo.

## Politica in Kentucky

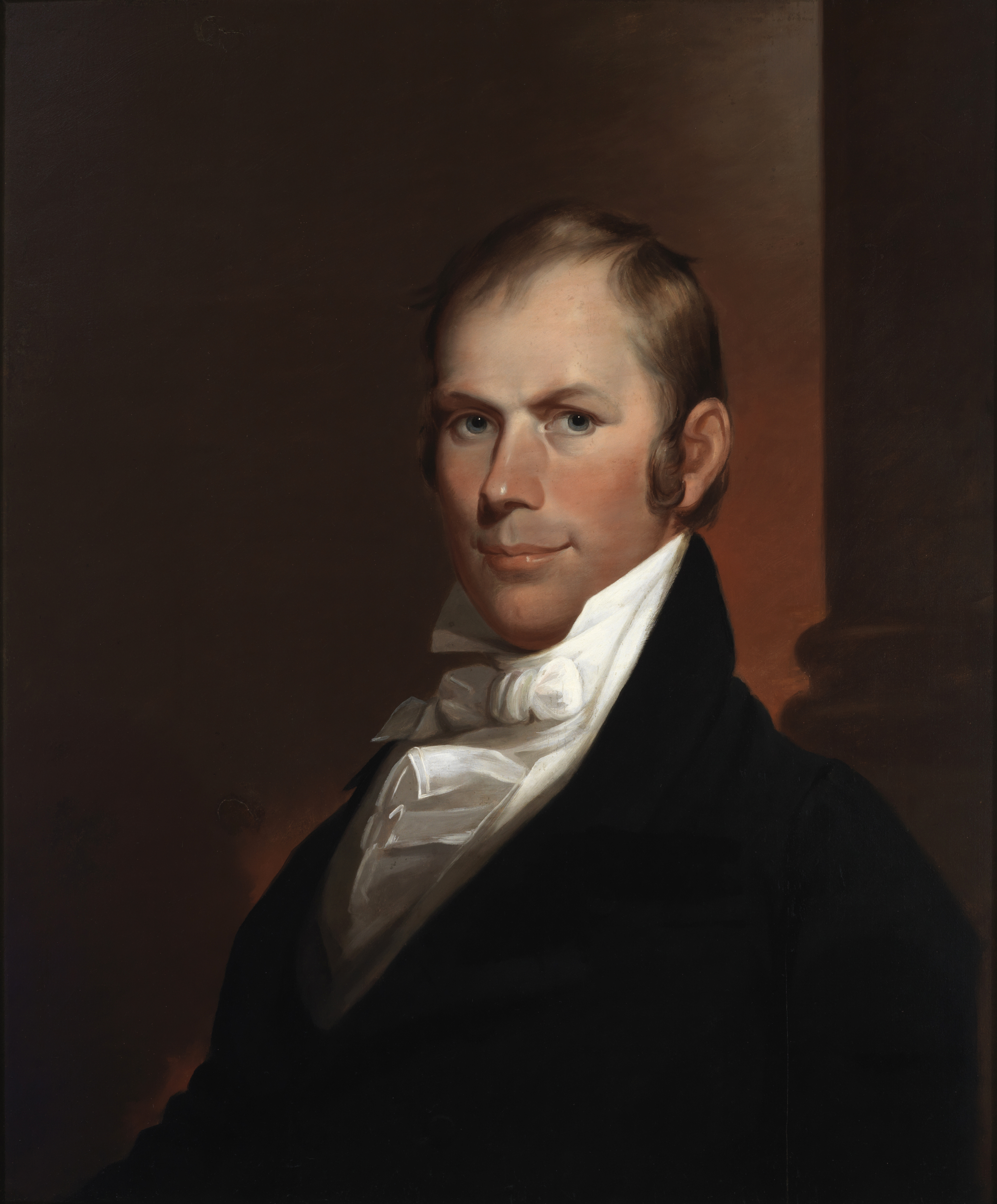
Henry Clay

Nel 1815 partecipò alla vittoriosa campagna elettorale di Henry Clay, che stava concorrendo per il Congresso degli Stati Uniti d'America. Sostenne anche George Madison per il titolo di governatore del Kentucky (Madison morì mesi dopo). Le sue idee politiche del tempo lo avvicinarono al partito Democratico-Repubblicano. Nel 1816 Birney fu eletto ad un seggio dell'assemblea generale del Kentucky a rappresentare la contea di Mercer, e membro della Camera dei rappresentanti del Kentucky all'età di 24 anni. Nel 1817 il Senato del Kentucky scrisse una proposta di legge per aprire un dialogo tra il neoeletto governatore del Kentucky Gabriel Slaughter ed i governatori di Ohio e Indiana per chiedere la cattura e la restituzione degli schiavi fuggiti dal Kentucky.
Birney si oppose decisamente alla risoluzione e fu sconfitto, ed una nova risoluzione fu poco dopo proposta ed approvata, ancora con l'opposizione di Birney. Vedendo poco futuro per sé nella politica del Kentucky, Birney decise di trasferirsi in Alabama nella speranza di iniziare una carriera politica.

## Alabama

Contea di Madison (Alabama)

Nel febbraio 1818 si trasferì con la famiglia nella contea di Madison (Alabama), dove acquistò una piantagione di cotone e degli schiavi, molti dei quali giunti con lui dal Kentucky. Nel 1819 Birney divenne membro della Camera dei rappresentanti dell'Alabama in rappresentanza della contea di Madison. Mentre ricopriva questo incarico contribuì alla stesura di una proposta di legge che avrebbe concesso agli schiavi processati dei consulenti legali pagati dal tribunale, impedendo al padrone ed al testimone dell'accusa o ai suoi familiari di fare parte della giuria. Questo, oltre alla sua opposizione ala nomina a presidente di Andrew Jackson, ostacolò le sue future ambizioni politiche in Alabama. Si oppose a Jackson soprattutto perché lo riteneva scorretto, avendo personalmente giustiziato due uomini.
Nel 1823, dopo aver avuto numerosi problemi nella sua piantagione di cotone, Birney si trasferì a Huntsville per tornare a fare l'avvocato. I suoi problemi finanziari furono in parte dovuti alla sua dipendenza dalle scommesse sulle corse dei cavalli, a cui rinunciò quando ormai aveva perso molti soldi. Molti dei suoi schiavi rimasero nella piantagione, anche se portò con sé ad Huntsville il suo servo personale Michael, con la relativa moglie ed i tre figli.

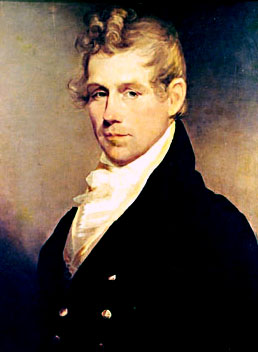
John McKinley

In quel periodo vi erano nella zona numerosi avvocati, compreso John McKinley. La sua fama lo precedette, e fu ammesso come avvocato in Alabama. McKinley, con altri importanti membri della società, sostennero la candidatura di Birney ad Avvocato del Primo Distretto dell'Alabama nel 1823. Alla fine dell'anno decise di chiudere la propria piantagione e vendette gli schiavi ad un amico noto per l'ottimo carattere e per trattare bene gli schiavi. Dopo la vendita di schiavi e piantagione ottenne la stabilità finanziaria, comprò un grosso lotto di terra e vi costruì una grande casa in mattoni a Huntsville. Anche i questa nuova città entrò a far parte dell'élite. Oltre agli impegni da pubblico ministero, lo studio privato gli fruttò molti soldi.
Nel 1825 era il più ricco avvocato dell'Alabama settentrionale, associato con Arthur F. Hopkins. L'anno seguente diede le dimissioni da avvocato generale per impegnarsi nella propria carriera. Negli anni seguenti lavorò, spesso difendendo gli uomini di colore, fu nominato curatore di una scuola privata e si unì alla Chiesa presbiteriana. Nel 1828 divenne elettore per lo scontro tra John Quincy Adams e Richard Rush. Si oppose duramente ad Adams per le sue idee conservatrici, considerando la politica di Andrew Jackson e John Calhoun come una minaccia all'Unione. Per la grande delusione di Birney, Jackson vinse. Trovò però altri modi per sostenere le proprie idee. Nel 1829 i suoi cittadini lo elessero sindaco di Huntsville, Alabama, permettendogli di lavorare per le riforme nell'educazione pubblica.

### American Colonization Society
Anche il fervore religioso di Birney contribuì a rivalutare le sue idee sullo schiavismo. Deluso dalle politiche dell'amministrazione Jackson, scoprì la American Colonization Society nel 1826. Nel 1829 fu presentato da Henry Clay a Josiah Polk della ACS e divenne sostenitore della società. Fu catturato dalla possibilità di risolvere il problema dei neri liberi con la creazione di una loro colonia in Liberia, Africa.
Fu mandato sulla East Coast dall'Università dell'Alabama in cerca di nuovi professori, dopo che la scuola ricevette un generoso finanziamento. Da agosto ad ottobre 1830 visitò Filadelfia, New Brunswick, New York, New Haven, Boston, Ohio e Kentucky. Tornò a casa con numerose raccomandazioni e fu ringraziato per il suo operato. Mentre si trovava in queste zone, con l'eccezione del Kentucky, fu incoraggiato dalla presenza di stati liberi nell'Unione. Quello stesso anno ebbe delle discussioni con Henry Clay e smise di fare campagna elettorale per il partito Democratico-Repubblicano.
Nel 1831 Birney iniziò a considerare l'idea di un trasferimento in Illinois, preoccupato dal fatto che i figli stavano crescendo in uno Stato schiavista. Citò spesso l'ipotesi di un trasferimento in Illinois, dicendo di voler liberare il proprio schiavo Michael e la sua famiglia. Il trasferimento però non avvenne mai. Nel 1832 la American Colonization Society gli offrì un ruolo da agente in viaggio nel sud per promuovere la causa, ed egli accettò. Ebbe un certo successo, compresa l'organizzazione della partenza di coloni verso la Liberia e la scrittura di documenti in difesa della colonizzazione. Nel 1832 decise di tornare a Danville.

## Emancipazione graduale

### Danville
Un anno prima di tornare a Danville, Birney scrisse lettere ai proprietari di schiavi del Kentucky che avevano espresso sostegno all'emancipazione, suggerendogli di tenere un incontro sull'argomento. Il 6 dicembre 1832 si riunirono, con soli nove proprietari di schiavi presenti. Molti di loro non si impegnarono ad emancipare i loro attuali schiavi, ma di emanciparne la prole al compimento dei 21 anni. Questo piccolo gruppo iniziò a diffondere tra i non possessori di schiavi il concetto di emancipazione "graduale".

## Abolizionismo
Nel 1833 lesse un documento firmato da molte organizzazioni cristiane che ripudiavano i principi della American Colonization Society e che, al contrario, chiedevano l'immediata abolizione dello schiavismo. Questo, assieme alla sua esperienza di vita ed alla sua istruzione, convinse Birney della necessità dell'abolizione immediata. Ispirato dalla corrispondenza tenuta con Theodore Weld, organizzatore dei dibattiti del seminario Lane, liberò gli schiavi in suo possesso e si dichiarò abolizionista nel 1834.

### Cincinnati
Nell'agosto del 1835 Birney visitò Cincinnati per avere contatti con i sostenitori locali del movimento abolizionista. Cercò di ottenere sostegno per la pubblicazione di un quotidiano abolizionista. In quel periodo c'erano in città quattro quotidiani, e tutti tranne il Cincinnati Daily Gazette pubblicarono il giorno dopo editoriali critici nei confronti dell'abolizionismo. Uno di questi, il The Daily Post (da non confondere con il Cincinnati Post), chiese addirittura il linciaggio di coloro che volevano pubblicare giornali abolizionisti nella loro città.
The Gazette, dell'editore Charles Hammond, divenne in un certo modo alleato di Birney. Nonostante lo stesso Hammond non sostenesse la parità di diritti per i negri, approvò l'idea della libertà di stampa e della libertà di parola. Criticò anche duramente il tentativo del sud di legalizzare lo schiavismo nel nord.
Nell'ottobre 1835 Birney e la sua famiglia si trasferirono a Cincinnati per preparare la pubblicazione del settimanale abolizionista The Philanthropist. Fin dal suo arrivo, lui ed il giornale furono oggetto di critiche, con la maggior parte della stampa locale che cercava di non farlo sentire benvenuto. Il Louisville Journal scrisse un aspro editoriale che ne minacciò direttamente la pubblicazione.
Durante le rivolte di Cincinnati del 1836 le presse che stampavano il suo giornale furono distrutte due volte.
In ogni caso, scrivere per il suo giornale lo aiutò a sviluppare idee per contrastare lo schiavismo per vie legali. Usò queste idee lavorando con Salmon Portland Chase alla difesa degli schiavi fuggiti in Ohio. Nel 1837 la American Antislavery Society lo reclutò come ufficiale e segretario alla corrispondenza e si trasferì con la famiglia a New York.

### Liberty Party

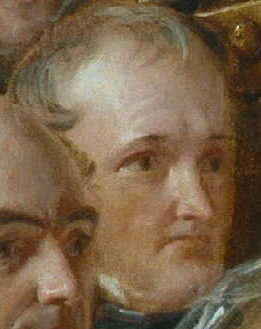
Birney viene raffigurato qui alla conferenza del 1840 in un dipinto di gruppo. La persona a sinistra è John Beaumont (altro delegato abolizionista).

Con lo scisma della American Antislavery Society del 1840, diede le dimissioni dato che si opponeva alla parità di diritti per le donne. Sempre nello stesso anno il Liberty Party, una nuova formazione politica il cui unico obiettivo era l'abolizione dello schiavismo, candidò Birney alla presidenza. Ben sapendo che non avrebbe vinto, partecipò invece come delegato alla World Anti-Slavery Convention a Londra. La convention lo nominò vicepresidente e diffuse le sue opere in tutta l'Inghilterra. Quando tornò a casa il Liberty Party utilizzò i propri esperti legali per difendere i neri e gli schiavi fuggitivi. Lo scelsero nuovamente come candidato nelle elezioni presidenziali del 1844.

## Michigan
Nel 1841 Birney si trasferì a Saginaw, in Michigan, con moglie e famiglia. Abitò nella Webster House di Saginaw per alcuni mesi finché non fu pronta la sua casa a Bay City, in Michigan. Birney entrò a far parte della speculazione terriera a Bay City. Fu curatore della Saginaw Bay Company e fu profondamente coinvolto nella pianificazione edilizia di Bay City, Michigan, dove Birney Park prende da lui il nome. Oltre a concorrere alla presidenza nel 1840 e nel 1844, Birney ricevette 3023 voti come candidato governatore del Michigan nel 1845. Birney rimase in Michigan fino al 1855, quando i problemi di salute lo costrinsero a trasferirsi sulla East Coast.
Mentre si trovava a Bay City Birney visse facendo l'agricoltore oltre all'avvocato ed all'attivista abolizionista.
Il figlio James Birney giunse a Bay City, allora chiamata Lower Saginaw, per occuparsi delle proprietà del padre. James rimase a Bay City seguendo le orme del padre anche negli incarichi pubblici. È sepolto nel cimitero di Pine Ridge nella parte orientale della città.

## Paralisi
Nell'agosto 1845 Birney patì attacchi di paralisi dopo una caduta da cavallo, che lo perseguitarono saltuariamente per il resto della vita. La sua capacità di parlare peggiorò col tempo, finché non fu costretto a comunicare tramite gesti o scrivendo (quest'ultimo metodo reso difficile dal tremore). Interruppe la sua carriera pubblica ed il suo coinvolgimento diretto nel movimento abolizionista, anche se continuò a tenersi informato. Morì in New Jersey nel 1857 circondato da amici abolizionisti come Theodore Weld, Angelina Grimké Weld e Sarah Grimké, ma convinto che sarebbe stata necessaria una guerra per porre fine allo schiavismo. Fu sepolto nel cimitero di Williamsburg a Groveland (New York), città natale della famiglia della moglie. Nel 1840 aveva sposato Elizabeth Potts Fitzhugh (sorella di Henry Fitzhugh e di Ann Carroll Fitzhugh, moglie di Gerrit Smith).